# Crișan (Tulcea)
Crișan es una comuna ubicada en el distrito de Tulcea, Rumania.

## Superficie
Posee una superficie de 409,8 kilómetros cuadrados.

## Demografía
Hasta 2021 la población era de 1092 habitantes, con una densidad de población de 2,665 habitantes por kilómetro cuadrado.